# Anna Hammar-Rosén

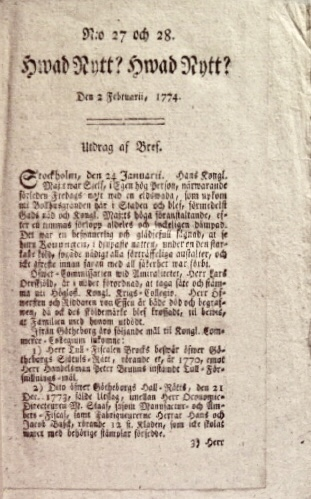
Hvad nytt, hvad nytt?, Ausgabe 2. Februar 1774

Anna Hammar-Rosén, geborene Hammar (* ca. 1735 in Göteborg; † 1805 ebenda), war eine schwedische Journalistin. Sie war Chefredakteurin und Herausgeberin der populären Zeitung Hwad Nytt? Hwad Nytt? („Was ist neu? Was ist neu?“) in Göteborg zwischen 1773 und 1795. Sie zählt zu den Pionierinnen des schwedischen Frauenjournalismus.

## Leben
Anna Hammar-Rosén war die Tochter des Pfarrers Anund Hammar und Elisabeth Maria Agrell. Sie wuchs in einer aufgeklärten Familie auf, der Vater befürwortete Bildung für beide Geschlechter.
Sie heiratete 1759 Johan Rosén (1726–1773), Lehrer am Hvitfeldtska gymnasiet in Göteborg. Sie hatten einen Sohn, den späteren Schriftsteller Gustaf Rosén (1772–1836).
Im Jahr 1772 gründete Johan Rosén die Zeitung Hvad nytt? hvad nytt?. Als er im folgenden Jahr starb, trat Hammar-Rosén seine Nachfolge als Chefredakteurin an und leitete die Zeitung bis 1795.
Hvad nytt? hvad nytt? war ein populäres Blatt, das sowohl die Nachrichten und Politik wie auch kulturelle Themen diskutierte und Dichtung veröffentlichte. Sie erschien mit zwei- bis dreimal in der Woche relativ häufig. Mehrere der berühmtesten Schriftsteller des gustavianischen Zeitalters wurden in der Zeitung veröffentlicht: Bengt Lidner und Anna Maria Lenngren (1775) debütierten beide dort. Trotz ihres Erfolges kommentierte Hammar-Rosén diesen offiziell mit der üblichen Bescheidenheit und antwortete, dass sie selbst bezweifelte, dass eine von einer ungebildeten Frau herausgegebene Zeitung viel wert sei.
Anna Hammar-Rosén war nicht die erste weibliche Herausgeberin und Journalistin in Schweden – Margareta Momma hatte bereits seit 1738 als solche gewirkt –, aber im Gegensatz zu vielen anderen Frauen veröffentlichte sie nicht unter anonymen Pseudonymen, wie es sonst bei Journalistinnen der damaligen Zeit üblich war. Zwar waren Verlegerinnen im Schweden des 18. Jahrhunderts relativ häufig anzutreffen, wenn Witwen das Geschäft ihres verstorbenen Mannes übernahmen, aber die meisten von ihnen taten dies nur für einige Jahre, bevor sie wieder heirateten, und Hammar-Rosén war insofern ungewöhnlich, als sie eine Karriere-Verlegerin war, die ihr Geschäft über einen längeren Zeitraum führte und sich in ihrer Branche einen Namen machte. Auf jeden Fall unterlag sie wie alle anderen auch den Schwierigkeiten des verlegerischen Geschäfts mit der unter Gustav III. wieder verschärften Zensur. Von Jacob Axelsson Lindblom ist ein Brief erhalten, in dem er von ihrer Inhaftierung berichtet.
Die Zeitung war ein wichtiger Bestandteil der kulturellen Gesellschaft in Göteberg und Hammar-Rosénwar teil davon. So war sie Mitglied in den kulturellen Vereinigungen der Stadt, so der Königlichen Wissenschafts- und Literaturgesellschaft in Göteborg.
Hammar-Rosén starb 1805 in Göteborg.